# Ida von Nivelles
Ida von Nivelles OCist (* um 1190 in Nivelles; † 11. Dezember 1231 in Rameige, heute Jauchelette, Ortsteil von Jodoigne) war eine seliggesprochene niederländische Nonne und Mystikerin.
Ida stammte aus einer Kaufmannsfamilie. Als sie mit neun Jahren nach dem Tod ihres Vaters gegen ihren Willen verheiratet werden sollte, flüchtete sie zu einer Gemeinschaft von Beginen, ehelos lebenden Frauen, die nicht Mitglieder einer Ordensgemeinschaft waren. Diese Beginengemeinschaft bestand aus sieben Frauen und lebte bei der Grabeskirche ihrer Heimatstadt Nivelles. Um 1213 trat Ida jedoch in das Zisterzienserinnenkloster in Kerkom ein, das später nach Rameige/La Ramée verlegt wurde. Dort wirkte sie als Schreiberin und Buchmalerin. Ida berichtete von zahlreichen Visionen und Erlebnissen, die der Frauenmystik zugeschrieben werden, darunter Jenseitsreisen, Begegnungen mit Christus usw. Sie gilt als wundertätig und als Wohltäterin der Armen.
In der katholischen Kirche wird sie als Selige verehrt. Ihr Gedenktag ist der 12. Dezember.
Ida ist nicht zu verwechseln mit der heiligen Iduberga von Nivelles († 8. Mai 652), der Stifterin der Abtei Nivelles und Mutter von Gertrud von Nivelles.